# Haworthia cymbiformis
Haworthia cymbiformis (укр. Гавортія цимбіліформіс, Гавортія човникоподібна) — вид рослин з роду гавортія (Haworthia) підродини асфоделевих (Asphodelaceae).

## Поширення

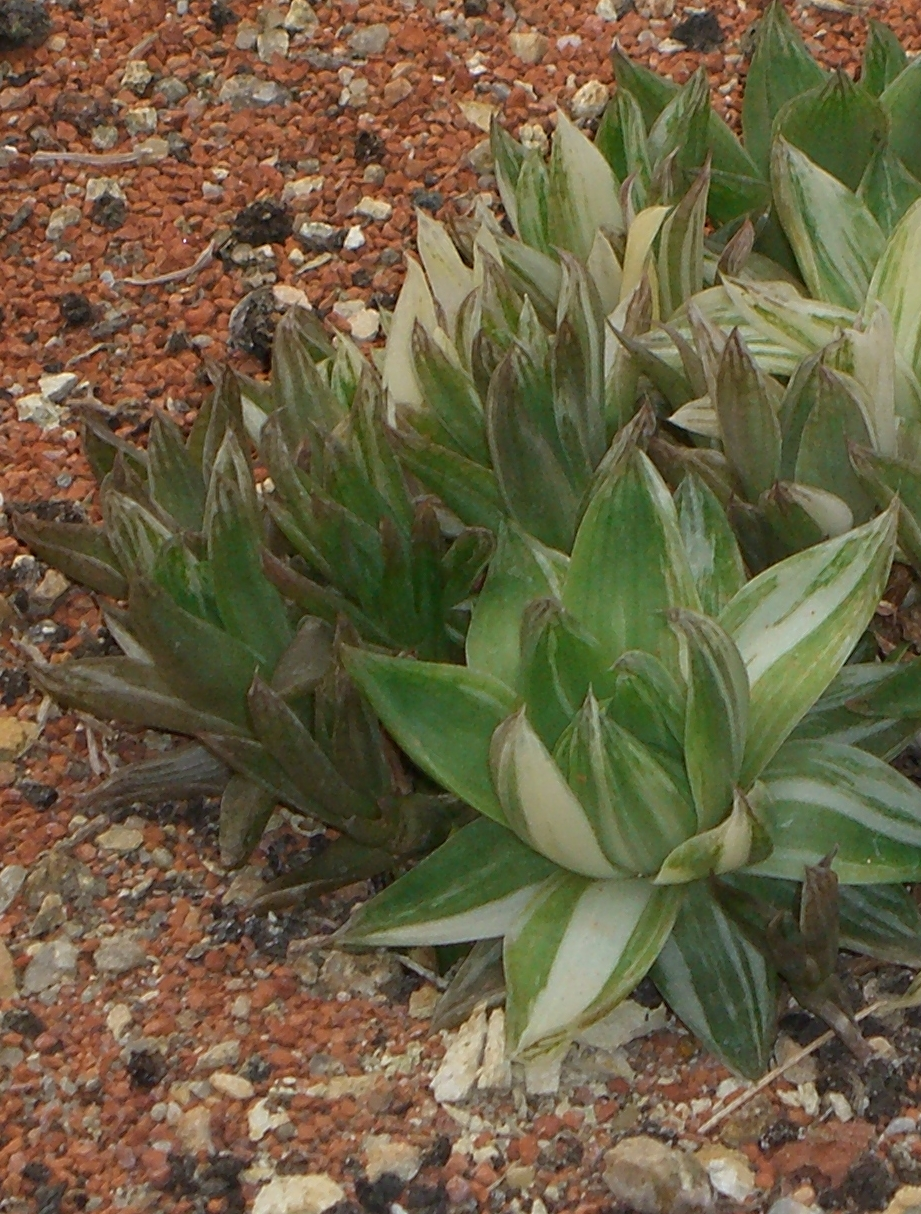

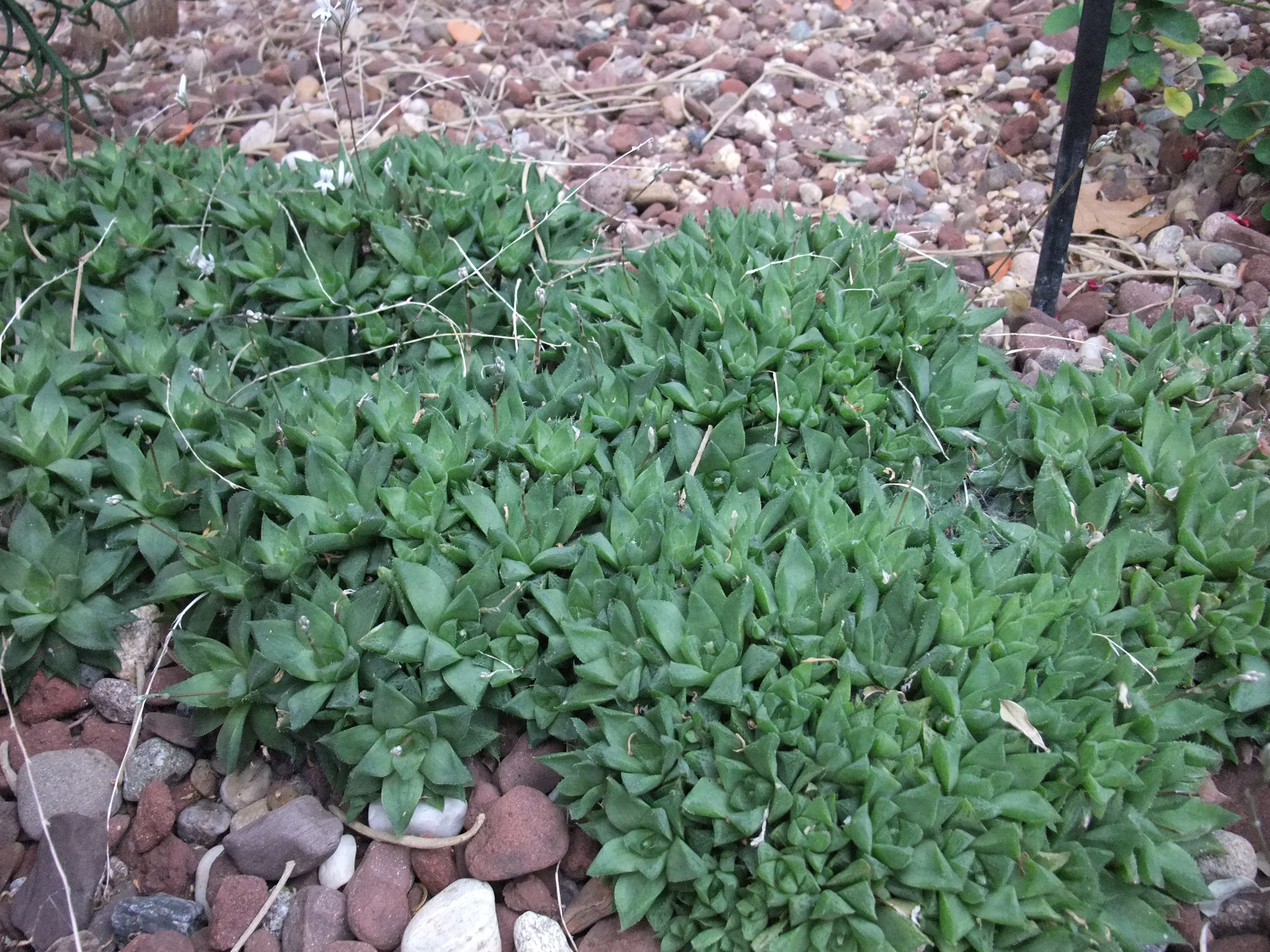

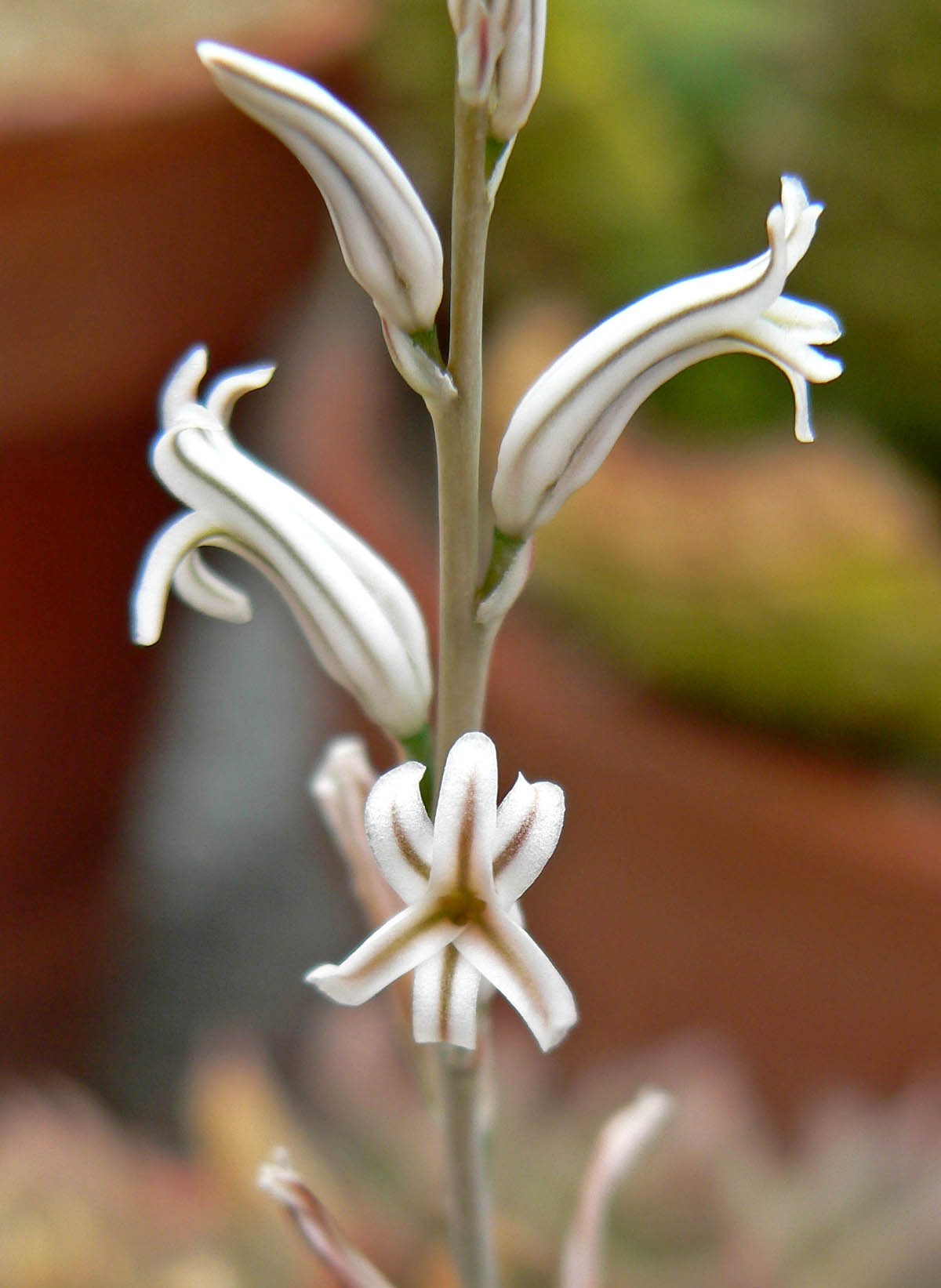
Квітка Haworthia cymbiformis

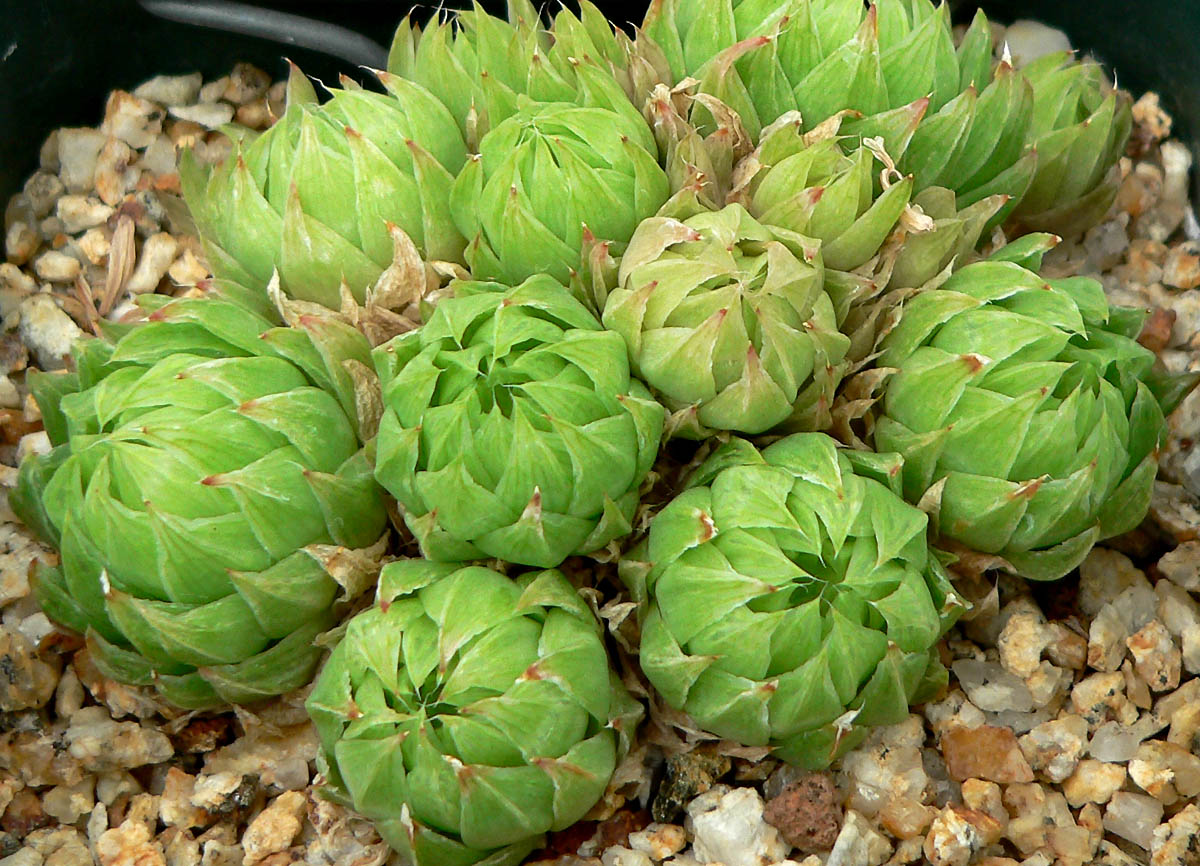

Зростає від Іст-Лондон (East London) до Порт-Елізабет (Port Elizabeth) уздовж південного узбережжя Південної Африки і всередині континенту до Аделаїди (Adelaide) і Комітіз (Committees) на річці Фіш-Рівер.

## Морфологія
Багатолисткова розеткова рослина. Стебла досягають 13 см в діаметрі. З віком рослина утворює пухку дернину. Листя від ланцетоподібних до широко-овальних, плоскі до злегка вдавлених, близько 5 см як завдовжки, так і завширшки. Зазвичай вони матові, при невеликому освітленні світло-зелені, але при яскравішому сонці стають від жовтуватих до рожевуватих. На кінцях листків — невелика щетинка. Рослина може отримати жовтуватий колір через нерівномірноий розподіл хлорофілу (строкате забарвлення), і може стати плямистою або обпектися на дуже яскравому сонці. Оскільки рослині потрібний хлорофіл для здійснення процесу фотосинтезу, нечисленність зелених ділянок призводить до уповільнення росту. Квітконіс простий, порівняно невисокий, до 20 см завдовжки.

## Варитети
- Haworthia cymbiformis var. cymbiformis — дуже мінливий різновид. Деякі клони мають великі розетки з великими листками, невеликі розетки з дрібним листям, або вільно розташовані кластери, що утворюють розетки з довгим, вузьким, вільно розташованим листям. Поширений у Східній Капській провінції, ПАР.[2]
- Haworthia cymbiformis var. incurvula — зростає в околицях міста Грехемстоун (Grahamstown), Східна Капська провінція, ПАР.[3]
- Haworthia cymbiformis var. obtusa — зростає в околицях міста Форт Бофорт (Fort Beaufort), Східна Капська провінція, ПАР.[4]
- Haworthia cymbiformis var. reddii — зростає в околицях міста Форт Бофорт (Fort Beaufort), Східна Капська провінція, ПАР.[5]
- Haworthia cymbiformis var. transiens — зростає в Бавіаанклуфі (Baviaanskloof) та Ланглуфі (Langkloof), Східна Капська провінція, ПАР.[6]